# カラス口

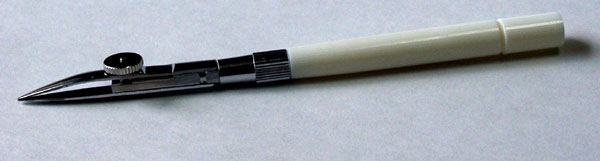
カラス口

カラス口（カラスぐち、烏口、英語: ruling pen）は、製図用の特殊なペンで、ペン先の形状が烏のくちばしに似ていることからこの名で呼ばれる。

## 概要
二枚の細く加工された鉄板からなるペン先を持ち、ネジによって鉄板の間隔を調整することで線の太さを変更することが出来る。使う際はペン先にインクもしくは塗料等を付けて線を引く。
細く、均一で、ある程度連続した綺麗な線を引くことができるので、ポスターや図面の線描、版下の罫線、フィルムへの書き込み、漫画の枠線、模型への着色などに用いることが多い。特に定規との併用により、均質な直線を手で引く際に用いられることが多いが、コンパスに装着し、円または円弧を描く事も出来る。インクを付けすぎるとボタッと滴り落ちて画を台無しにしてしまうので注意が必要である。
ある程度使用すると先端が磨耗するため、研磨する必要がある。また、インクを付けたままにしておくと錆びるのでインクをふき取って綺麗にしておく。
現在では、より扱いが簡単な製図ペンの登場や、電子化（電算写植、DTP化）によりあまり利用されなくなってきている。
なお、中国語圏では、カラスではなく、アヒルのくちばしに例えて「鴨嘴筆」（ヤーズイビー、yāzuǐbǐ）と称される。

## 種類
描画する線の太さを調整するネジを中心に鉄板を左右にずらしてクリーニングできる「独式」と、文字通りカラスのくちばしのように根本から開閉できる「英式」がある。
- 直線用の「直線烏口」
- 曲線用の「回転烏口」
- 2本の平行した曲線を描く用の「双頭回転烏口」
- 双頭両線引烏口
- 太線引烏口
- 点線引烏口
- 突針

## 日本のメーカー
- 内田洋行（製造はマービー[1]）
- ドラパス（旧:三幸製図機械製）[2]
- TTC株式会社タケダ事業本部（旧:武田製図機械製作所→タケダコーポレーション）[3]
- 岡本製図器械[4]